# Megacyllene trifasciata
Megacyllene trifasciata es una especie de escarabajo longicornio del género Megacyllene, tribu Clytini, subfamilia Cerambycinae. Fue descrita científicamente por Viana en 1994.

## Descripción
Mide 15-18 milímetros de longitud.

## Distribución
Se distribuye por Argentina.